# Humeneț, Pustomîtî
Humeneț (în ucraineană Гуменець) este localitatea de reședință a comunei Humeneț din raionul Pustomîtî, regiunea Liov, Ucraina.

## Demografie
Componența lingvistică a localității Humeneț
     Ucraineană (98,52%)
     Alte limbi (1,19%)
Conform recensământului din 2001, majoritatea populației localității Humeneț era vorbitoare de ucraineană (98,52%), existând în minoritate și vorbitori de alte limbi.